# Yasins diskografi
Denna artikel behandlar den svenske rapparen Yasins diskografi.

## Diskografi

### Studioalbum
| Årtal | Album                   | Sverige | Norge |
| ----- | ----------------------- | ------- | ----- |
| 2020  | 98.01.11                | 1       | 11    |
| 2020  | More To Life            | 1       | –     |
| 2023  | Pistoler, poesi och sex | 1       | 3     |

### EP-skivor
| Datum | Titel                                | Sverigetopplistan |
| ----- | ------------------------------------ | ----------------- |
| 2019  | Handen under Mona Lisas kjol (Pt: 1) | 1                 |
| 2021  | DEL TVÅ                              | –                 |
| 2022  | ep med e4an (med E4an)               | –                 |
| 2022  | six v's (med ORIO)                   | 7                 |

### Singelskivor
| Datum | Titel                                           | Sverigetopplistan |
| ----- | ----------------------------------------------- | ----------------- |
| 2015  | "Yasin"                                         | –                 |
| 2016  | "Trakten min"                                   | –                 |
| 2016  | "Lallish"                                       | –                 |
| 2016  | "Mina trakter" (med Jaffar Byn, Z.E & Dree Low) | –                 |
| 2017  | "Stäcka"                                        | –                 |
| 2017  | "Området"                                       | –                 |
| 2017  | "Hey (Rinkeby)"                                 | –                 |
| 2017  | "Bara om jag känner för det"                    | –                 |
| 2018  | "Chicago"                                       | 69                |
| 2018  | "BonVoyage"                                     | 86                |
| 2018  | "Kevin Gates"                                   | 20                |
| 2019  | "Dsgis"                                         | 8                 |
| 2019  | "XO" (med Dree Low)                             | 1                 |
| 2020  | "WORKIN"                                        | 5                 |
| 2020  | "Ge upp igen" (med Miriam Bryant)               | 1                 |
| 2020  | "Talk 2 Me"                                     | 12                |
| 2021  | "Atlanta - Botten"                              | –                 |
| 2022  | "20 talet"                                      | 3                 |
| 2022  | "V12"                                           | 9                 |
| 2022  | "Sista spåret"                                  | 11                |
| 2022  | "Rec 130622"                                    | 21                |
| 2022  | "snäll & insane - bonus track" (med E4an)       | –                 |
| 2022  | "Team 2 much" (med Eno)                         | 15                |
| 2022  | "Magazine" (med Pa Salieu)                      | 29                |
| 2022  | "Nånting i luften"                              | 14                |
| 2023  | "Nordvästra"                                    | 16                |
| 2023  | "Hoodrich"                                      | 9                 |
| 2023  | "Fantasy"                                       | 13                |
| 2023  | "Ambitions of a rider" (med JB)                 | 25                |
| 2023  | "Salam"                                         | 18                |
| 2023  | "Salaam / Two Gun Kid - A Colors Show"          | 62                |
| 2023  | "Stockholm, Sweden"                             |                   |

### Andra singlar, listade låtar och inhopp
| År   | Titel                                   | Topplistenoteringar | Album                                    |
| År   | Titel                                   | SWE                 | Album                                    |
| ---- | --------------------------------------- | ------------------- | ---------------------------------------- |
| 2019 | "Fram" (med Dree Low)                   | 5                   | No hasta mañana 2                        |
| 2019 | "Pt:1"                                  | 5                   | Handen under Mona Lisas kjol (PT:1)      |
| 2019 | "Not For Sale"                          | 9                   | Handen under Mona Lisas kjol (PT:1)      |
| 2019 | "John Snow"                             | 24                  | Handen under Mona Lisas kjol (PT:1)      |
| 2019 | "WLIT"                                  | 36                  | Handen under Mona Lisas kjol (PT:1)      |
| 2020 | "Sig Sauer" (med Dree Low & Greekazo)   | 21                  | Flawless 2                               |
| 2020 | "Young & Heartless"                     | 3                   | 98.01.11                                 |
| 2020 | "Hiphop N RnB"                          | 6                   | 98.01.11                                 |
| 2020 | "Source" (med Aden)                     | 7                   | 98.01.11                                 |
| 2020 | "Buzz Light Year"                       | 9                   | 98.01.11                                 |
| 2020 | "Chris Tukker" (med Asme)               | 12                  | 98.01.11                                 |
| 2020 | "Drownin"                               | 14                  | 98.01.11                                 |
| 2020 | "Spiderman (Intro)"                     | 15                  | 98.01.11                                 |
| 2020 | "Amen"                                  | 19                  | 98.01.11                                 |
| 2020 | "Think About It"                        | 21                  | 98.01.11                                 |
| 2020 | "I jakt på kaniner" (1.Cuz feat. Yasin) | 54                  | FFF                                      |
| 2020 | "Canada Goose" (med Dante Lindhe)       | 18                  | More To Life                             |
| 2020 | "No Talk"                               | 22                  | More To Life                             |
| 2020 | "More To Life (Interlude)"              | 26                  | More To Life                             |
| 2020 | "Pull Up"                               | 38                  | More To Life                             |
| 2020 | "Edu" (med Mona Masrour)                | 43                  | More To Life                             |
| 2020 | "On Sight"                              | 46                  | More To Life                             |
| 2020 | "Creative"                              | 56                  | More To Life                             |
| 2020 | "Nirvana"                               | 68                  | More To Life                             |
| 2020 | "Get The Strap"                         | 69                  | More To Life                             |
| 2020 | "Ciaga"                                 | 81                  | More To Life                             |
| 2020 | "Applause"                              | 84                  | More To Life                             |
| 2020 | "Stressa"                               | 98                  | More To Life                             |
| 2020 | "123" (Cherrie feat. Yasin)             | 64                  |                                          |
| 2020 | "Talk 2 Me"                             | 12                  |                                          |
| 2021 | "La dame bleue"                         | 8                   | DEL TVÅ                                  |
| 2021 | "Mitt Notre Dame"                       | 13                  | DEL TVÅ                                  |
| 2021 | "Brush It Off"                          | 30                  | DEL TVÅ                                  |
| 2022 | "Flygplansläge" (med E4an)              | 17                  | ep med e4an                              |
| 2022 | "Smooth" (med Headie One)               | 37                  | No Borders: European Compilation Project |
| 2023 | "Har dig"                               | 2                   | PISTOLER POESI OCH SEX                   |
| 2023 | "Rap är ingen konst"                    | 21                  | PISTOLER POESI OCH SEX                   |
| 2023 | "Online"                                | 31                  | PISTOLER POESI OCH SEX                   |
| 2023 | "Spiderman del 2"                       | 33                  | PISTOLER POESI OCH SEX                   |

### Musikvideor
| År   | Titel                            | Regissör                        |
| ---- | -------------------------------- | ------------------------------- |
| 2015 | Yasin                            | Ali Memarchi                    |
| 2018 | Chicago (STOCKHOLMCITY)          | Albert Jonason                  |
| 2019 | DSGIS - Det som göms i snö       | Chimichurri Studios             |
| 2020 | Workin                           | MOGZ                            |
| 2020 | Spiderman (Intro)                | Jwillz                          |
| 2020 | Young & Heartless                | Jwillz                          |
| 2020 | Applause                         | Imenella                        |
| 2021 | More Life Extended               | Gabriel Moses                   |
| 2021 | La Dame Bleue                    | Yasin                           |
| 2022 | Sista spåret                     | Nate Burland                    |
| 2022 | Magazine (Yasin feat. Pa Salieu) | Nate Burland                    |
| 2023 | Hoodrich                         | Joakim Bernardo & Samir Jegham  |
| 2023 | Stockholm, Sweden                | Viktor Skarbäck & Kristian Icho |